# Gemaalhuis Sarphatipark
Het Gemaalhuis Sarphatipark is een gebouw in het Sarphatipark in De Pijp te Amsterdam-Zuid. 
De gebouwen in De Pijp zijn zelden groot qua omvang. Toch is de aanduiding kleinste monument voor wat betreft gebouwen van toepassing op dit gemaalgebouwtje in het park. Het park ligt geheel ingesloten door gebouwen, maar moet vers water hebben. Daartoe werd dit gebouwtje geplaatst die ten eerste de stroming binnen de vijvers in het park gaande houdt, vers water invoert vanuit de Singelgracht en vervuild en overtollig water afvoert naar diezelfde waterweg. De bouw van het gebouwtje was in handen van Publieke Werken van Amsterdam. Men vermoedt daarbij dat het ontwerp voor het gebouwtje wellicht in handen was van Jacobus van Niftrik, die het basisplan voor De Pijp had ingediend. 
Het chaletachtige gebouwtje is van slechts een kant benaderbaar (ingang Eerste Jan van der Heijdenstraat), maar voor-, achter- en zijgevels hebben dezelfde versieringen in de vorm van uitstekende (overhellend) topgevels. Voorts is daarbij handsnijwerk toegepast. Voor wat betreft de dragende constructie is gekozen voor twee kleuren bakstenen.  

Aan een van de gevels is een plaquette gehangen met daarop een tekst van Jacob Israël de Haan: 
"Langs ’t Sarphatipark reeën we

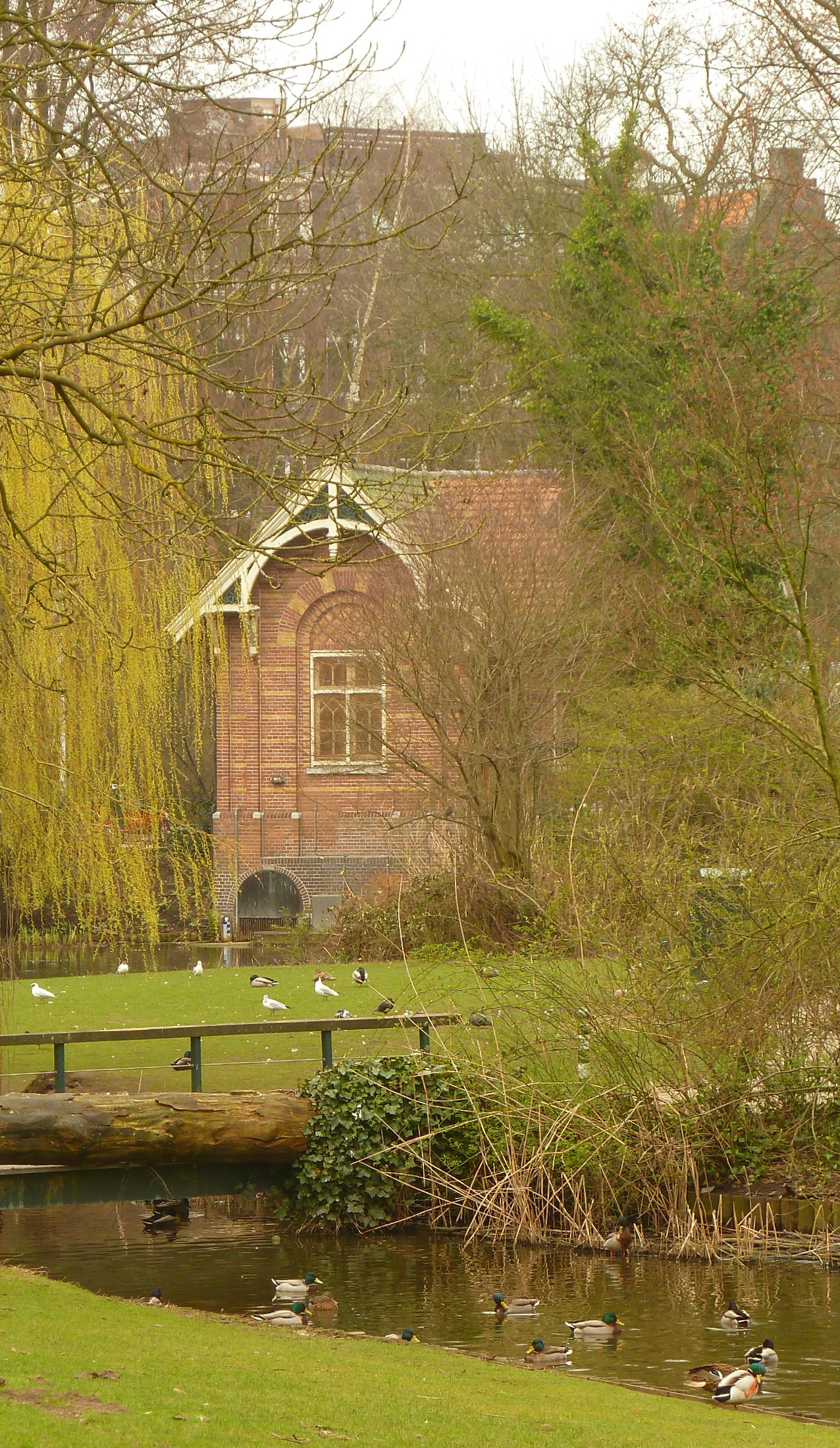
Achtergevel gemaal met linksonder waterinlaat

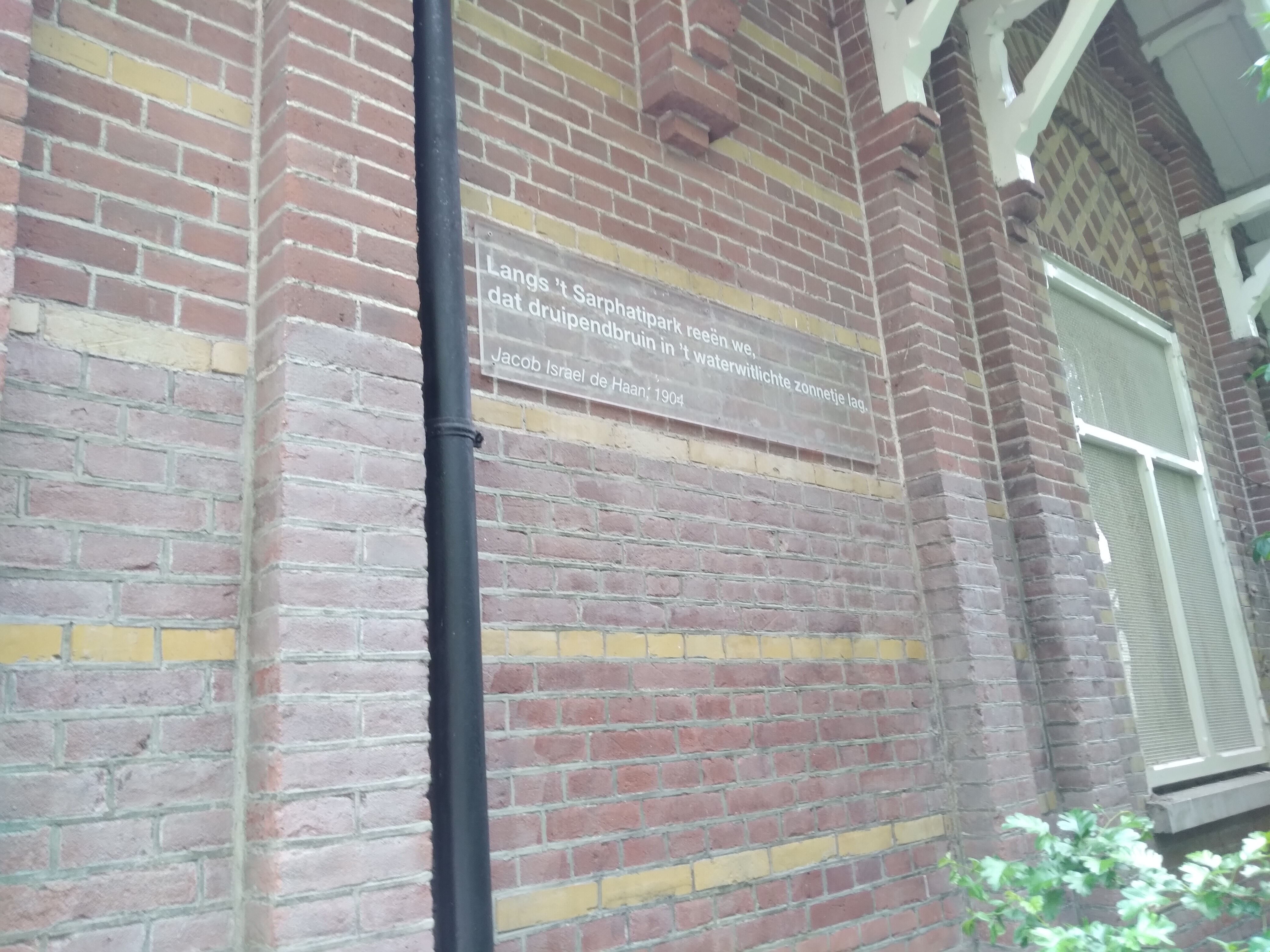
De Haan (mei 2021)

dat druipendbruin in ’t waterwitlichte zonnetje lag."